# 有限型不変量
数学の結び目理論において有限型不変量(finite type invariant)とは、結び目または絡み目の不変量で特異結び目の不変量に拡張可能であり、かつ高い次数を持つ特異結び目では値として 0 をとるもののことを言う。結び目の多項式不変量や量子不変量の係数は全て有限型であり、結び目の不変量の中でも重要な位置を占める。
1990年頃にヴィクトル・ヴァシリエフとミハイル・グサロフが独立に発見したのでヴァシリエフ(Vassiliev)不変量、時にヴァシリエフ-グサロフ(Vassiliev-Goussarov)不変量とも呼ばれる。

## 定義
ここでは組み合わせ的に定義する。L0 を結び目全体から生成される可換群とする。つまりその元は整数を係数とした結び目の形式的な有限和である。以下の右辺のように一つの交差の周囲だけが異なる結び目の L0 における差を左辺のように印をつけて表すことにし、一次の特異結び目(singular knot)と呼ぶ。また、印のついた交点を特異点と呼ぶことにする。
 =  - 
一次の特異結び目全体から生成される L0 の部分群を L1 と書く。以下帰納的に一つの交差の周囲だけが異なる Li の結び目の差を特異点を一つ増やして表したものを、i+1 次の特異結び目と呼ぶ。i+1 次の特異結び目全体から生成される Li の部分群を Li+1 と書く。このとき降鎖列 L0⊃ L1⊃ L2⊃... が定まる。
特異結び目の不変量のうち、Lm+1 上で値 0 をとるが Lm では全域的に 0 とならないものを m次の有限型不変量 と呼ぶ。
ヴァシリエフは、特異点を許した空間内の閉曲線全体からなる集合を考え、そのコホモロジーを考察して有限型不変量の概念に到達した。
- 可換群に値をとる結び目不変量は、特異点に対して上記の等式を適用することで特異結び目の不変量に拡張できる。
- m 次の有限型不変量の値は特異点の並び方だけで決まる。実際、m 次の特異結び目 K と K において特異点以外のある部分を交差交換して得られる特異結び目 K'  に対して、K-K'  が m+1 次の特異結び目として表せることより、m 次の有限型不変量 v は K と K'  に対して同じ値をとる。

## 例
- 0次の有限型不変量は定数関数である。
- 1次の有限型不変量はない(枠付き結び目に対してはある)。
- 2次の有限型不変量はアレクサンダーコンウェイ多項式の 2次の係数の定数倍になる。
- ジョーンズ多項式のパラメータに eh を代入して h で展開したとき、その m 次の項の係数は m 次の有限型不変量になる。同様に、量子不変量のパラメータをうまく選んで展開すると、各係数が有限型不変量になる。
- 絡み数は二成分絡み目の 2次の有限型不変量である。

## 性質
- 次数 m 以下の有限型不変量(値をとる集合を適当な可換群に固定する)の集合を V(m) と書くと、V(m) は可換群であり、昇鎖列 V(0)⊂V(1)⊂V(2)⊂... が定まる。
- 次数 m と結び目 K が与えられたとき、無限個の結び目が存在して、次数 m 以下の有限型不変量が K と同じ値をとる。
- 任意の有限型不変量はコンツェビッチ不変量 Z を通して復元される。実際、有限型不変量 v に対してウェイトシステム(ヤコビ図に対して複素数を対応させる関数) wv が存在して v=wv·Z が成立する。